# هرتزس‌اون
هرتزس‌اون (به سوئدی: Hertsön) یک منطقهٔ مسکونی در سوئد است که در نوربوتن واقع شده‌است. هرتزس‌اون ۵٬۴۳۶ نفر جمعیت دارد.